# Carole Jordan
Carole Jordan (19 de julio de 1941) es una física , astrofísica , astrónoma y académica inglesa. De 1994 a 1996, fue presidenta de la Real Sociedad Astronómica. Fue la primera mujer en ocupar este cargo.  Ganó la Medalla de oro de la Real Sociedad Astronómica en 2005; ella fue la tercera mujer galardonada, después de Caroline Herschel en 1828 y Vera Rubin en 1996.  Ha sido una ‘Fellow’ de Somerville College, Oxford desde 1976, fue directora del Centro Rudolf Peierls de Física Teórica en la Universidad de Oxford de 2003 a 2008, y fue una de las primeras profesoras de Astronomía en Gran Bretaña. Fue nombrada Dama Comandante de la Orden del Imperio Británico en 2006 por sus servicios a la física y la astronomía.

## Educación
Carole Jordan se educó en Harrow County Grammar School for Girls y en el University College London (graduándose en 1962 y doctorándose en 1965).  Su primer artículo, escrito cuando aún era estudiante universitaria, trataba sobre la distorsión de los cráteres lunares.
Sus estudios de doctorado, bajo la supervisión de C.W. Allen, incluyeron la identificación de hierro y otras líneas en el espectro solar y el experimento ZETA, los cálculos tempranos de balance de ionización, el desarrollo de métodos de diagnóstico de densidad utilizando las líneas de hierro, el cálculo de abundancias relativas de elementos y el modelado  de distribuciones de medidas de emisión.
Su primer artículo sobre investigación coronal, "La relativa abundancia de silicio, hierro y níquel en la corona solar" se publicó en 1965.

## Trabajo científico
Jordan desarrolló nuevos conocimientos al desarrollar nuevas técnicas para utilizar el equilibrio de elementos de ionización, los mecanismos de nivel de la población en iones, y combinando esto con los resultados observacionales del Sol y las estrellas.  Como resultado de su trabajo en los espectros ultravioleta de Skylab, se desarrolló aún más la comprensión de los iones de tipo He. Esto tuvo implicaciones para el desarrollo de aplicaciones, como los láseres de rayos X. El diagnóstico de densidad electrónica y el diagnóstico de densidad de temperatura, cuando se combinaron con el análisis de medición de emisión desarrollado por ella, arrojaron nuevos conocimientos en las cromosferas de las estrellas frías, las estrellas T Tauri y el Sol, por nombrar algunas.  Tras el lanzamiento del satélite internacional Ultraviolet Explorer en 1978, dirigió su atención a la actividad coronal y cromosférica estelar. Su conocimiento de la actividad solar le permitió ayudar a desarrollar esta nueva rama de la astrofísica. Desde aproximadamente 1980, ha sido miembro clave de casi todos los equipos, en el Reino Unido, Europa y los Estados Unidos de América, preocupados por el desarrollo y uso de instrumentos para los estudios de espectros ultravioleta y de rayos X del Sol y de las estrellas.     

## Carrera[8]
- Investigadora asociada, Instituto Conjunto de Astrofísica de Laboratorio, Universidad de Colorado en Boulder, 1966
- Profesora adjunta, Departamento de Astronomía, UCL, adjunta a la División de Espectroscopía del Laboratorio UKAEA Culham, 1966–69

Durante este tiempo, completó sus cálculos de balance de ionización y la identificación de algunas líneas prohibidas y líneas satelitales. En 1969, comenzó a idear métodos para obtener la estructura de la región de transición solar .
- Unidad de Investigación de Astrofísica, Laboratorio de Culham: 
  - Ayudante de investigación postdoctoral, 1969–71.
  - Oficial científica superior, 1971–73
  - Oficial científica principal, 1973–76
- Becaria tutorial Wolfson en Ciencias Naturales, Somerville College, Oxford, 1976 -
- Universidad de Oxford : lectora de física, 1994–96, profesora de física 1996–, directora del Centro de Física Teórica Rudolf Peierls , 2003–2008.

Ha publicado artículos sobre espectroscopia de plasma astrofísica y estructura y balance de energía en estrella fría coronae. 

## Afiliaciones
- Real Sociedad Astronómica: becaria, 1966; secretaria, 1981–90; vicepresidenta, 1990–91 y 1996–97; presidenta, 1994–96.
- Miembro de la Unión Astronómica Internacional, 1967.
- Editora del The Observatory, 1968–73.
- Becaria del Institute of Physics, 1973.
- Becaria de la Royal Society, 1990.
- Doctora en la Universidad de Surrey, 1991.
- Miembro del Consejo de Investigación de Ciencia e Ingeniería, 1985-90 (Presidenta del Comité del Sistema Solar, 1983–86; Miembro de la Junta de Astronomía, Espacio y Radio, 1979–86; Miembro de la Junta de Astronomía y Ciencia Planetaria, 1986–90)
- Miembro del Consejo de Investigación de Física de Partículas y Astronomía, 1994–97.

## Dama
Carole Jordan fue nombrada Dama Comandante de la Orden del Imperio Británico (DBE) el 17 de junio de 2006.

## Personal
Estuvo casada con su colega del Laboratorio Culham/ARU Richard Peckover desde 1971 hasta 1983. 